# Catechol
Catechol, pyrocatechol, 1,2-dihydroxybenzeen of benzeen-1,2-diol (IUPAC-naam) is een organische verbinding uit de groep dihydroxybenzenen met als brutoformule C6H6O2. De stof komt bij kamertemperatuur voor als kleurloze kristallen, die bruin worden bij blootstelling aan lucht door oxidatie, licht kan deze reactie versnellen. De stof is zeer goed oplosbaar in water, de stof gedraagt zich licht zuur in water. Catechol behoort tot de stofklasse van fenol-derivaten, en is daarmede tegelijk een aromatisch alcohol.

## Synthese
Catechol werd voor het eerst geproduceerd in 1839 door H. Reinsch, door middel van een destillatie van catechine. Heden wordt de stof industrieel geproduceerd door een hydroxylering van fenol met waterstofperoxide:
{\displaystyle {\ce {{C6H5OH}+ H2O2 -> {C6H4(OH)2}+ H2O}}}

## Toxicologie en veiligheid
De stof vormt bij verbranding irriterende dampen en reageert met sterk oxiderende stoffen met kans op brand en ontploffing.
De stof is irriterend voor de huid, de luchtwegen en het maag-darmstelsel. Ze is corrosief voor de ogen. Catechol kan effecten hebben op het centraal zenuwstelsel, met als gevolg depressie, stuiptrekkingen en ademhalingsfalen. Blootstelling aan de stof zou een bloeddrukstijging kunnen veroorzaken. Herhaald of langdurig contact kan de huid gevoelig maken. Verdamping bij kamertemperatuur is te verwaarlozen.